# كأس فلسطين لأندية الضفة الغربية 2012–13
كأس فلسطين لأندية الضفة الغربية 2012–13 هي النسخة الرابعة من البطولة وتوج بها نادي شباب الخليل على إسلامي قلقيلية.